# John Gray (atleta)
John Joseph Gray (Filadelfia, 24 dicembre 1894 – Filadelfia, 12 giugno 1942) è stato un mezzofondista statunitense.
Ha partecipato ai Giochi di Parigi 1924, gareggiando in vari eventi di mezzofondo, vincendo 1 argento nella competizione a squadre.